# Anioni non coordinanti
Gli anioni che interagiscono debolmente con i cationi sono detti comunemente anioni non coordinanti, anche se un termine più corretto è anioni debolmente coordinanti (in inglese spesso denominati WCA = Weakly Coordinating Anions). Benché una totale assenza di coordinazione sia considerata impossibile, continue ricerche hanno prodotto anioni sempre meno coordinanti.
Gli anioni non coordinanti sono utili nello studio di cationi fortemente elettrofili. Sono comunemente usati come controioni per isolare complessi cationici con sfera di coordinazione insatura. Complessi ottenuti con anioni non coordinanti sono usati come catalizzatori in reazioni di idrogenazione, idrosililazione, oligomerizzazione e polimerizzazione in generale. Ad esempio questi anioni particolari sono componenti essenziali di catalizzatori omogenei di polimerizzazione delle olefine, dove il vero catalizzatore è un complesso metallico cationico, coordinativamente insaturo, tipo la specie a 14 elettroni [(C5H5)2ZrR]+ (R = metile o una catena di polietilene in fase di crescita).

## Principi generali
Fino agli anni novanta si considerava che anioni come perclorato (ClO−4), tetrafluoroborato (BF−4) e esafluorofosfato (PF−6) fossero essenzialmente non coordinanti. Si trovò invece che centri metallici elettrofili possono coordinare questi anioni, riuscendo anche a strappare fluoruro da BF−4 e PF−6.
In linea di principio, per ottenere anioni sempre meno coordinanti occorre che la loro carica negativa sia bassa e delocalizzata su un'area più ampia possibile, che deve essere chimicamente inerte e non nucleofila. Tuttavia va tenuto presente che sarà sempre il punto più nucleofilo (ovvero più basico) dell'anione quello che potrà coordinarsi più facilmente. Di conseguenza un anione non coordinante ideale sarà una specie caratterizzata da una struttura senza siti nucleofili stericamente accessibili.
Le più importanti classi di anioni non coordinanti sono illustrate nei punti seguenti.

## Anioni basati sul borato

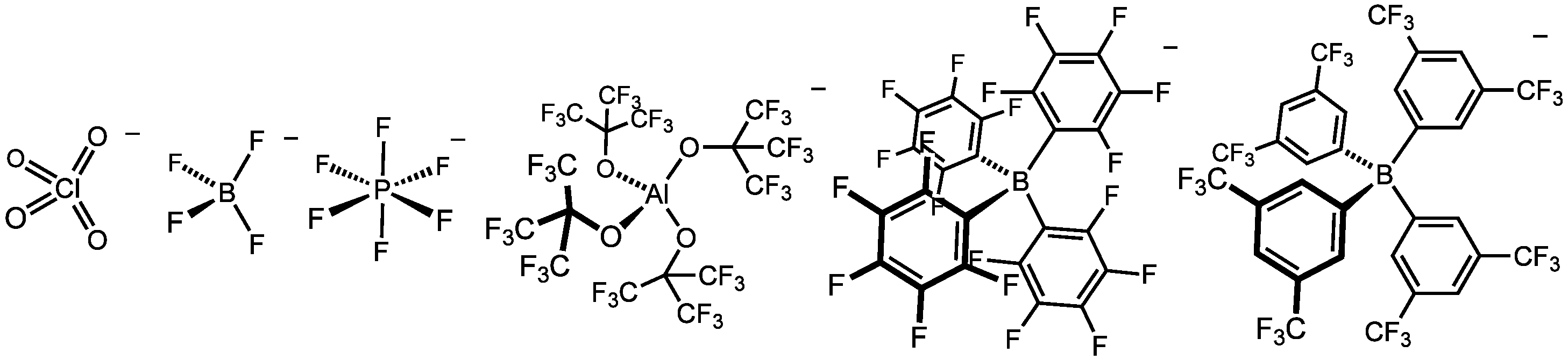
Formule degli anioni ClO, BF, PF, [Al{OC(CF_{3})_{3}}_{4}]^{−}, B(C_{6}F_{5}) e B(Ar^{F}).

Un modo semplice per ottenere anioni di maggiori dimensioni è sostituire gli atomi di fluoro del BF−4 con gruppi fluorurati via via più ingombranti. Sali contenenti le specie B(C6F5)−4 e B(ArF)−4 (dove ArF = –C6H3-3,5-(CF3)2) sono disponibili in commercio e sono utilizzati comunemente in catalisi omogenea. Sostituendo i gruppi CF3 con gruppi perfluoroalchilici di maggiori dimensioni come n-C4F9 e n-C3F13 si sono ottenuti anioni ancora meno coordinanti e maggiormente solubili in solventi organici.

## Anioni basati su alcossi e arilossimetallati
Come alternativa ai borati fluorurati menzionati in precedenza sono stati sintetizzati alcossi e arilossi metallati perfluorurati con formule tipo [M(ORF)n]− e [M(OArF)n]−, dove M è uno ione metallico forte acido di Lewis come B(III), Al(III), Nb(V), La(III) e altri. Questi metallati, a differenza dei borati, possono essere facilmente preparati su larga scala. Lo ione [Al{OC(CF3)3}4]− illustrato in figura è considerato in assoluto uno degli anioni meno coordinanti, e ha permesso di ottenere sali di cationi fortemente elettrofili come [PX4]+ e [P2X5]+.

## Anioni basati sul carborano

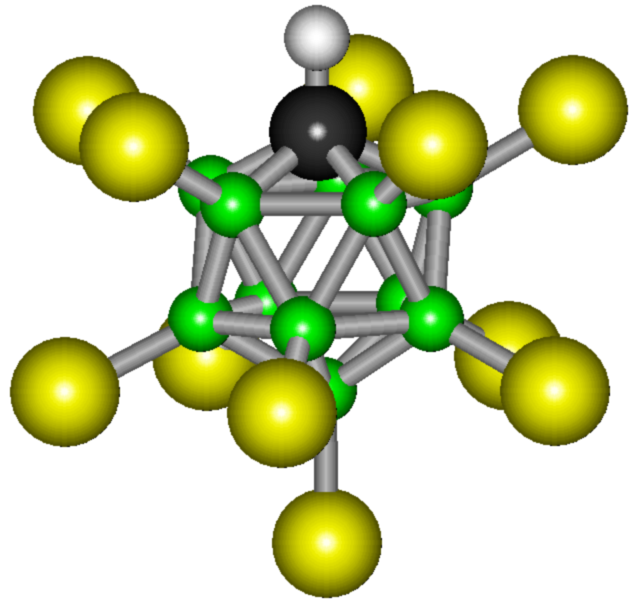
Modello tridimensionale di [CHB_{11}Cl_{11}]^{−}, specie simile a [1-Me-CB_{11}F_{11}]^{−}.

Un'altra famiglia di anioni non coordinanti si basa sulla struttura del carborano, che può formare anioni come [CB11H12]− e [CB9H10]−. Queste strutture sono facilmente ossidabili, ma sostituendo in parte gli idrogeni con altri alogeni si sono ottenute strutture tipo [CB11H6X6]−, [1-Me-CB11X11]− (X = Cl, Br, F), che sono risultate più stabili all'ossidazione e meno coordinanti dei corrispondenti anioni non alogenati. L'utilizzazione di tali anioni carborani ha permesso ad esempio di isolare ioni arenio come benzene e toluene protonati sotto forma di sali cristallini. Nonostante le buone proprietà non coordinanti, anioni derivati dai carborani hanno però sinora trovato limitato utilizzo a causa delle complicate reazioni di sintesi necessarie alla loro preparazione.

## Anioni basati sul teflato
Lo ione teflato F5TeO− può essere sostituito al fluoro in strutture tipo BF−4 o MF−6 in modo da formare le specie [B(OTeF5)4]− e [M(OTeF5)6]−, dove M può essere As, Sb, e altri. In queste strutture una singola carica negativa è delocalizzata su 20 o 30 atomi di fluoro. In particolare la specie più stabile sembra [Sb(OTeF5)6]−. Con anioni basati sul teflato sono ad esempio stati isolati sali dei cationi elettrofili [AsCl4]+ e [AsBr4]+.